# Plagithmysus rebeccae
Plagithmysus rebeccae là một loài bọ cánh cứng trong họ Cerambycidae.